# كسلا (القدس)
كسلا، قرية فلسطينية مهجرة، تقع على بعد 16 كم إلى الغرب من مدينة القدس. دمّر اليهود بيوت كسلا عام 1948 بعد أن طردوا سكانها العرب منها وأقاموا مستعمرة “كسالون” على أراضيها في عام 1952.

## موقع القرية
تربطها بها طريق رئيسية معبّدة، هي الطريق التي تتفرّع غرب كسلا بنحو 4 كم متجهة نحو الشمال الغربي إلى يافا، ونحو الجنوب الغربي إلى بيت جبرين. كما تربط كسلا بقرى بيت أم الميس، صرعة، بيت محسير، اشوع، ساريس وعقور طرق ممهدة.
نشأت كسلا باسم “كسالون” في موضعها الحالي منذ عهد الكنعانيين وكانت معروفة بسمها الكنعاني أيضًا في عهد الرومان. أقيمت فوق قمة جبل الشيخ أحمد أحد جبال القدس وترتفع نحو 625 م عن سطح البحر. يتميّز موضعها بسهولة الدفاع عنه لأنه مُحاط بأودية من معظم الجهات؛ ففي الجهة الشمالية وادي السد وفي الجهة الجنوبية وادي عين العرب وهما رافدان لوادي اشوع الذي يرفد بدوره وادي الصرار.
بنيت بيوت كسلا من الحجر، اتخذ مخططها شكلًا طوليًا وكان أكثر مبانيها يمتد من الشرق إلى الغرب بمحاذاة الطريق المؤدية إلى إشوع. كما امتد قليل من بيوتها نحو الشرق بمحاذاة الطريق المؤدية إلى بيت محسير.

## احتلال القرية وتطهيرها عرقيًّا
يفيد «تاريخ حرب الاستقلال» أنّه تم تطهير كسلا، على غرار قرية إشوع المجاورة وغيرها من القرى الواقعة على طريق فرعية تؤدي إلى القدس، في 16 تموز\ يوليو 1948. أمّا المؤرخ الإسرائيلي بيني موريس، فجعل تاريخ احتلالها بعد يوم من ذلك أي 17-18 تموز\ يوليو ويقول موريس إنّ مصير السكان كان إما هجر القرية مسبقًا، وإمّا الفرار جزاء ضغط القصف المدفعي، وإما الطرد على يد القوة المحتلة، وهي لواء هرئيل. اجتيحت القرية في أطار عملية داني.

## القرية اليوم
الموقع مغطى بأسره بأعشاب برية نبتت بين ركام المنازل الحجرية التي يصعب التمييز بينها وبين بقايا المصاطب المهدمة. كما نبتت أشجار اللوز على قمة الجبل، أمّا نبات الصبّار فنبت على المنحدرات الجنوبية للموقع. تحيط بقايا كرم عنب بشجرتي خروب إلى الشمال الشرقي من القرية، بينما تكسو أعشاب برية كثيفة بعض المصاطب التي لا تزال سليمة على المنحدرات.

## المستعمرات الإسرائيلية على أراضي القرية
في سنة 1948، أنشأت «إسرائيل» مستعمرة «رمات رزيئيل» على أراضي القرية. كما أقيمت مستعمرة «كيسالون» في سنة 1952، على أراضي التابعة للقرية، على بعد كيلومتر واحد إلى الجنوب منها، في موقع خربة صرعة الأثري.

## معرض صور

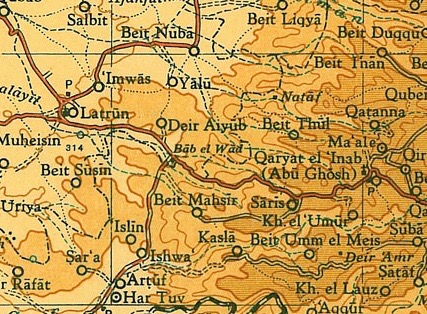
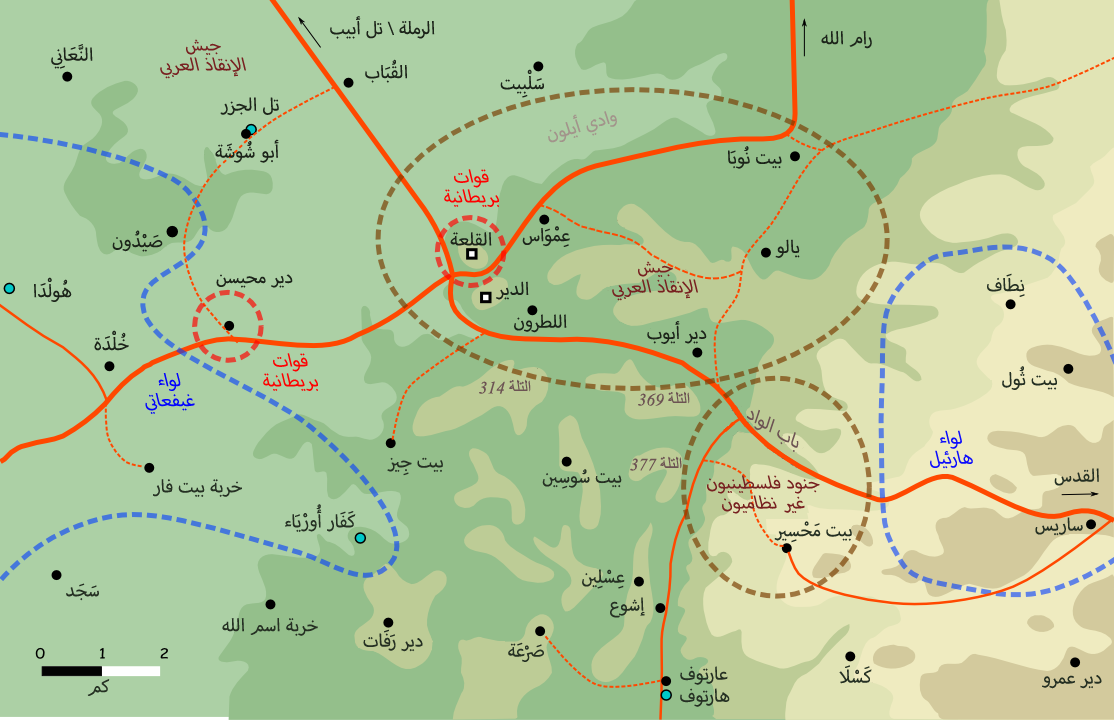
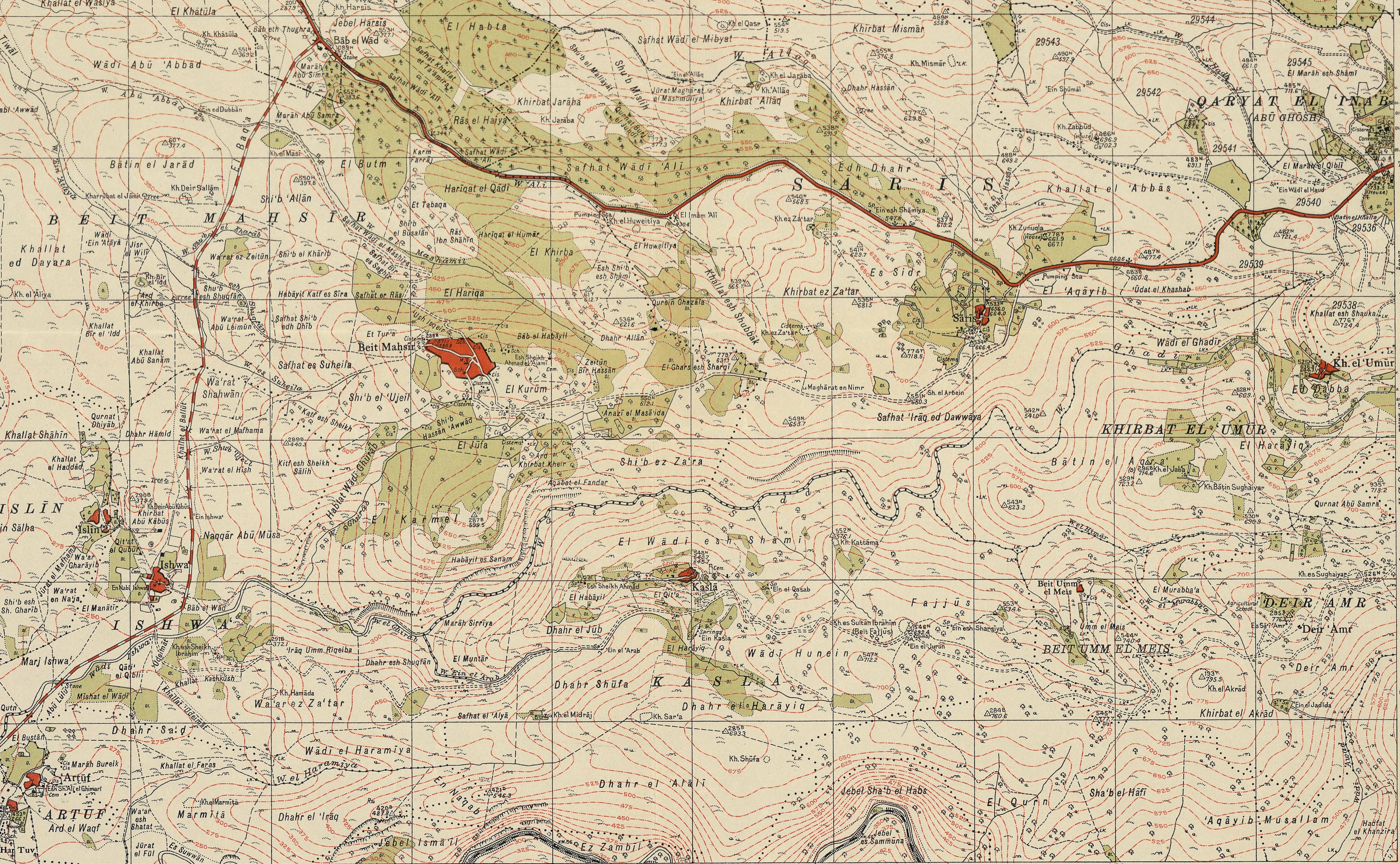